# Tolyposporella chrysopogonis
Tolyposporella chrysopogonis är en svampart som beskrevs av G.F. Atk. 1897. Tolyposporella chrysopogonis ingår i släktet Tolyposporella och familjen Tilletiariaceae.   Inga underarter finns listade i Catalogue of Life.